# Омельянюк, Александр Павлович
Александр Павлович Омельянюк (бел. Аляксандр Паўлавіч Амельянюк; род. 6 марта 1964, Кобрин, Брестская область, Белорусская ССР, СССР) — белорусский политический деятель, депутат Палаты представителей Национального собрания VII созыва.

## Биография
Родился 6 марта 1964 года в Кобрине. Окончил Белорусский государственный университет по специальности «Правоведение», а также Академию управления при Президенте Республики Беларусь по специальности «Международное право». Успел поработать помощником прокурора Пинска, судьей, заместителем председателя суда, председателем суда Пинска. До избрания депутатом работал председателем суда Пинского района и Пинска.
Был избран депутатом Палаты представителей Национального собрания Белоруссии VII созыва от Пинского городского округа № 14.
21 июня 2021 года внесён в санкционный список Евросоюза, 7 июля попал под санкции Швейцарии. 6 июля 2021 года к июньскому пакету санкций ЕС присоединились Албания, Исландия, Лихтенштейн, Норвегия, Северная Македония, Черногория. В мае 2023 года Европейский суд в Любксембурге отклонил иск Омельянюка и председателя постоянной комиссии по законодательству Светланы Любецкой, требовавших снять с них санкции ЕС.
Проживает в деревне Заполье.

## Депутат Палаты представителей

### VII созыв (с 6 декабря 2019)
Является заместителем председателя Постоянной комиссии по законодательству.
Законопроекты:
- «Об изменении законов по вопросам исполнительного производства».

## Выборы
| Кандидат                    | Кандидат                       | Субъект выдвижения                          | Голосов | %     |
| --------------------------- | ------------------------------ | ------------------------------------------- | ------- | ----- |
|                             | Омельянюк Александр Павлович   | Беспартийный                                | 31 458  | 67,61 |
|                             | Бернгардт Ирина Ивановна       | Беспартийная                                | 4 333   | 9,31  |
|                             | Ососков Александр Игоревич     | Либерально-демократическая партия           | 2 864   | 6,16  |
|                             | Кудренок Дмитрий Александрович | Белорусская партия левых «Справедливый мир» | 2 442   | 5,25  |
| Против всех                 | Против всех                    | Против всех                                 | 4 748   |       |
| Недействительных бюллетеней | Недействительных бюллетеней    | Недействительных бюллетеней                 | 681     |       |
| Всего                       | Всего                          | Всего                                       | 61 240  | 100   |
| Явка избирателей            | Явка избирателей               | Явка избирателей                            | 46 526  | 75,97 |

## Личная жизнь
Женат, воспитывает дочь.